# Pterotricha pseudoparasyriaca
Pterotricha pseudoparasyriaca es una especie de araña araneomorfa del género Pterotricha, familia Gnaphosidae. Fue descrita científicamente por Nuruyeva & Huseynov en 2016.
Habita en Turquía, Azerbaiyán e Irán.